# Vipio fenestratus
Vipio fenestratus är en stekelart som först beskrevs av Smith 1865.  Vipio fenestratus ingår i släktet Vipio och familjen bracksteklar. Inga underarter finns listade i Catalogue of Life.